# 子安勝
子安 勝（こやす まさる、1927年（昭和2年）5月18日 - 2008年（平成20年）4月8日）は、日本の学者。専門は騒音。

## 略歴
1927年5月18日、岐阜県大垣市生まれ。1947年、静岡高等学校理科卒業。1950年3月、東京大学第二工学部物理工学科卒業。同年4月、小林理学研究所入所。1952年4月、東京大学理工学研究所助手。1956年7月、再び小林理学研究所に入所。1965年8月、同所主任研究員。1971年10月、同所所長。1983年10月、音響工学研究所代表取締役。1992年4月から1998年3月まで、千葉工業大学教授。
1984年から1986年まで日本騒音制御工学会会長を、1987年から1989年まで日本音響学会会長を、それぞれ務めた。